# Эшфельд
Эшфельд (нем. Eschfeld) — община в Германии, в земле Рейнланд-Пфальц. 
Входит в состав района Айфель-Битбург-Прюм. Подчиняется управлению Арцфельд.  Население составляет 178 человек (на 31 декабря 2010 года). Занимает площадь 4,78 км².